# Oude Woud
Het Oude Woud is een bos in de fictieve wereld Midden-aarde van J.R.R. Tolkien.
Het werd ruwweg begrensd door de "Hoge Haag" van Bokland in het westen, de Oude Oosterweg van de Gouw naar Breeg in het noorden, de Grafheuvels in het oosten en de Baranduin in het zuiden. Het was samen met het grotere zuidelijker gelegen Fangorn en het oostelijk gelegen Demsterwold het oudste nog overgebleven bos in Midden-aarde. Door de intensieve houtkap van de Númenoreanen in de Tweede Era bleef er van de uitgestrekte bossen weinig meer over. Het bos was zeer dicht en de bomen hadden er een eigen wil. Ze waren binnendringers meestal ongunstig gezind. De Hobbits in Bokland hadden daarom een heg tegen het bos aangeplant.
Toen Frodo, Sam, Pepijn en Merijn met de Ene Ring op de vlucht zijn voor de Nazgûl besluiten ze niet over de Grote Oosterweg richting Breeg te reizen, maar door het Oude Woud. Ze raken al snel hopeloos verdwaald en na verloop van tijd komen ze uit bij de vallei van de rivier de Wilgewinde, die dwars door het woud stroomt en de bron is waar al het kwaad in het bos vandaan komt. Hier worden ze overmeesterd door de Oude Wilgeman. Dit is een kwaadaardige wakkere boom, of wellicht een slaapachtige Ent of Huorn. Ze worden gered door Tom Bombadil die samen met Goudbezie aan de oostelijke grens van het woud woont.